# آرامش

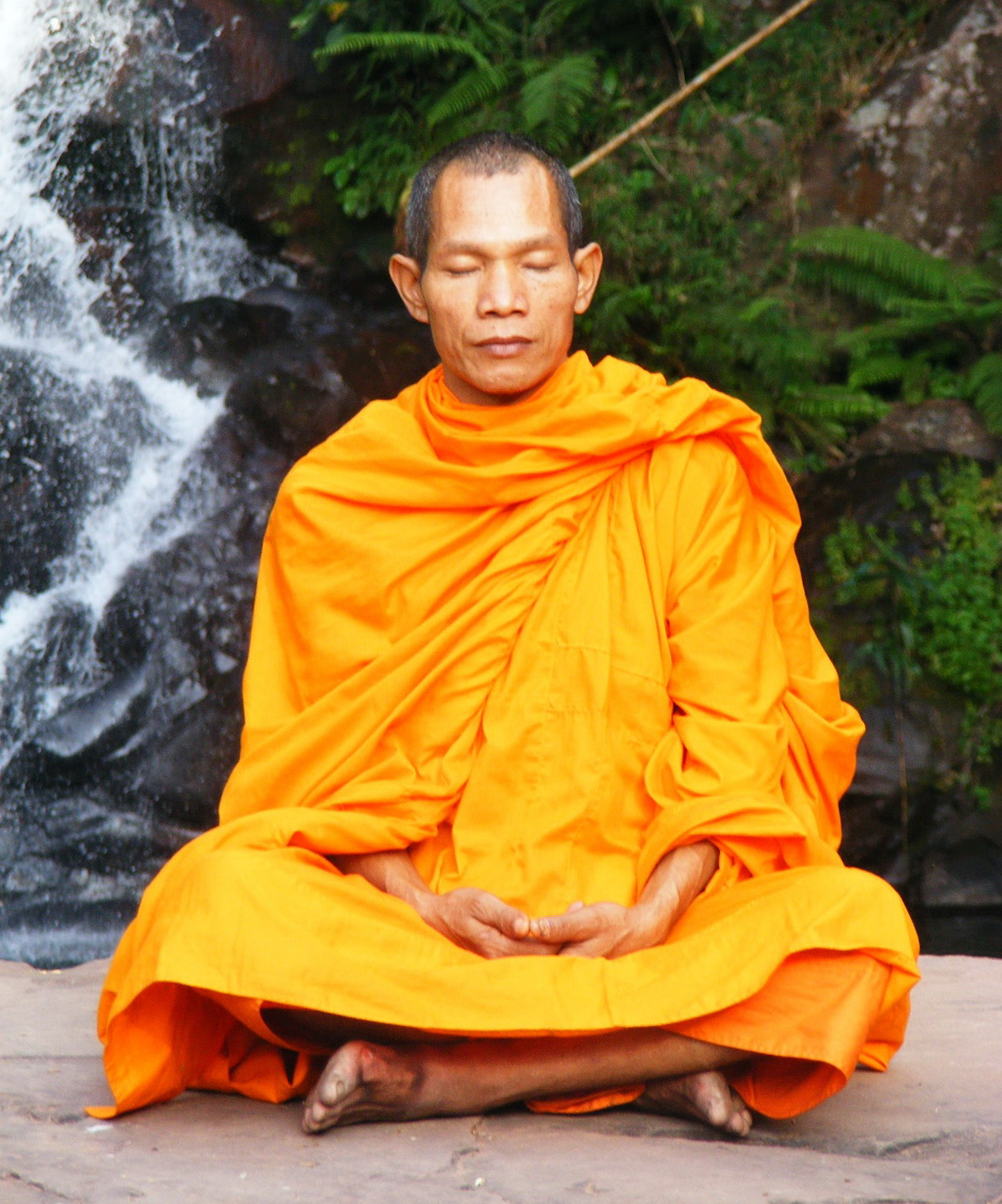
انجام مراقبه می‌تواند به افراد کمک کند تا در حالت آرام باشند.

آرامش (به انگلیسی: Calmness)، حالت روانی است که ذهن از آشفتگی، هیجان یا مزاحمت دور باشد. همچنین به قرار گرفتن در حالت آرامش، آرامش درونی یا صلح درونی گفته می‌شود . آرامش می‌تواند برای یک فرد معمولی در حالت آسایش و سکون رخ دهد، اما می‌تواند در حالت‌های بسیار هوشیارتر و آگاه‌تر نیز دیده شود. برخی افراد متوجه می‌شوند که تمرکز ذهن بر روی چیزهای بیرونی، مانند مطالعه، یا حتی درونی، مانند تنفس، می‌تواند بسیار آرام‌بخش باشد.